# Dema
El dema és una de les llengües bantu emparentada i similar al xona, parlada al nord de la província de Tete (Moçambic) i al nord de Zimbabwe. La població ha estat desplaçada per la construcció d'un embassament.